# Tatiana Shikolenko
Tatiana Shikolenko (Rusia, 10 de mayo de 1968) es una atleta rusa, especialista en la prueba de lanzamiento de jabalina, en la que ha logrado ser subcampeona mundial en 2003.

## Carrera deportiva
En el Mundial de París 2003 ganó la medalla de plata en el lanzamiento de jabalina, con una marca de 63.28 metros, quedando tras la griega Mirela Manjani (oro con 66.52 m) y por delante de la alemana Steffi Nerius (bronce con 62.70 metros).